# トゥグリル・ベグ

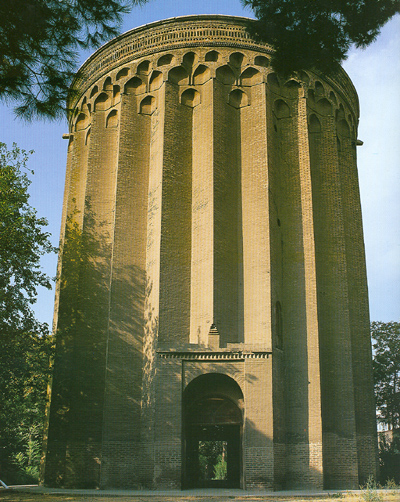
テヘラン近郊レイにあるトゥグリル・ベク廟(en)（11世紀）

トゥグリル・ベク（ペルシア語：طغرل بك Tughril Beg、ركن الدين أبو طالب طغرل بيك محمد بن ميكائيل بن سلجوق Rukn al-Dīn Abū Ṭalīb Ṭughril Bayk Muḥammad b. Mīkā'īl b. Saljūq、990年 - 1063年9月4日）は、セルジューク朝の創始者であり初代スルターン（在位：1038年 - 1063年）。

## 生涯
キルギス草原からブハラ方面に進出して勢力を拡大したテュルク系遊牧民集団の族長であるセルジューク（セルチュク）の孫に当たる人物で、セルジュークの息子のひとりミーカーイールの三男であったらしい。兄にチャグリー・ベクがいる。父であるミーカーイールがムスリム化していないテュルク集団への外征中に戦死した後に、チャグリー・ベクと部衆を分け合ってセルジューク集団を率いていたようである。その智勇に優れていたことから祖父と同じく族長となった。この集団は開祖にちなんでセルジューク族を名乗った。
1025年、マー・ワラー・アンナフルで勢力を誇りサーマーン朝の残存勢力に与してカラハン朝、ガズナ朝と戦っていた伯父のアルスラーン・イスラーイールが、ガズナ朝のスルターン・マフムードの捕虜となってガズナへ連行されるという事件が起こった。彼の部衆はマフムードによってマー・ワラー・アンナフルから追放されたが、1030年にマフムードが没してガズナ朝で後継者争いが発生すると、トゥグリルは兄のチャグリーとともに伯父を救出する作戦とマフムードの後を継いだマスウード1世との交渉を何度か行っている。一方で、残余のセルジューク集団を掌握するため、伯父の拘禁の報復を口実として盛んにガズナ朝への出征を行うようになった。
1038年、ニーシャープールの戦いでガズナ朝と戦ってこれに大勝し、それによって同地を支配し、セルジューク朝を創始した。1040年にもダンダーナカーンの戦いにおいてガズナ朝の軍勢と戦ってこれを駆逐してアフガニスタンまで領土を拡大した。さらにホラーサーン地方にも軍を送ってここを支配下に治めている。その後は内政に尽力して国家基盤を築き、1055年にはバグダードに入城してアッバース朝第26代カリフ・カーイムからスルターンの称号を与えられたとされている。
13-14世紀にアラビア語やペルシア語で書かれたセルジューク朝の歴史書によると、トゥグリルはカリフ・カーイムから与えられたラカブ（尊称）とは、「スルターン、宗教の柱、（神の）探究者の父、トゥグリル・ベク・ムハンマド、信徒たちの司令者（アミール・アル＝ムウミニーン）の右手」（al-Sultan Rukn al-Dīn Abū Ṭalīb Ṭughril Bayk Muḥammad）というものであった。イスム（トゥグリルなどの個人名、ムハンマドなどのムスリム名）などの前後に「宗教（ディーン）の〜」、「信徒たちの司令者の〜」というラカブが付けられる形式は、このトゥグリル・ベク以降定着していくことになった。
さらに当時、勢力を拡大して脅威となっていたブワイフ朝やシーア派を倒して小アジアからトルキスタンにかけて広大な支配圏を築き上げた。さらに東ローマ帝国とも交戦し、アッバース朝のカリフの後見人となってイスラム世界の権威を手にするなど、彼の代にセルジューク朝は大いに栄えた。
1063年、73歳で死去。後を甥アルプ・アルスラーンが継いだ。
彼の名であるトゥグリルは鷹、ベク（ベイ）は君主を意味するが、「鷹の君主」と称されるにふさわしい統治能力と武勇を兼ね備えた一代の傑物であった。なお、この名は同じテュルク系集団の君主であるケレイトの君主、オン・ハンの本名であるトグリルと共通しており、テュルク系遊牧民に好まれた名前であった。
2020年以降の時点で、トルクメニスタンの紙幣のうち、永世中立25周年記念 1マナト券の紙幣デザインとなっている。

## トゥグリル・ベクと「スルタン」の称号
セルジューク朝時代の貨幣研究によると、トゥグリル・ベクの銘文を持つディーナール金貨はヒジュラ暦433年（1041年-1042年）から没年の455年（1063年）までに、レイ、ニーシャープール、のちにはバグダードで鋳造されていたことが確認されているが、「スルターン」の称号はすでに438年（1046年-1047年）のニーシャープールで発行されたものから現れている。「アル＝スルターン・アル＝ムアッザム（偉大なる支配者）」という形で現れ、以後没年まで「スルターン」単独では用いられず常に「ムアッザム/アアザム：偉大な」という単語とともに現れている。これと同じくして「シャーハンシャー」の単語も附随して併記されていることも確認されている。
13世紀の歴史家イブン・アル＝アスィールはヒジュラ暦446年ラマダーン月（1054年12月4日-1055年1月2日）にトゥグリル・ベクがバグダードへ入城したときに、カリフ・カーイムがバグダードの方々のモスクで彼の名前でフトバが唱えさせた、と述べている。
同じく13世紀の歴史家バル・ヘブラエウスによると、1042年にトゥグリルがイスファハーンの住民を投獄するという事件が発生したおりにカリフ・カーイムは融和政策をとって「ルクヌッディーン・スルターン・トゥグリル・ベク」という称号を贈り、住民迫害をやめるように懇願したという。
いずれにせよ「1055年に『スルターン』の称号を授与された」という説が通説である。